# Secamone andamanica
Secamone andamanica är en oleanderväxtart som beskrevs av A.K. Goel och M.K. Vasudeva Rao. Secamone andamanica ingår i släktet Secamone och familjen oleanderväxter. Inga underarter finns listade i Catalogue of Life.